# André Fanton

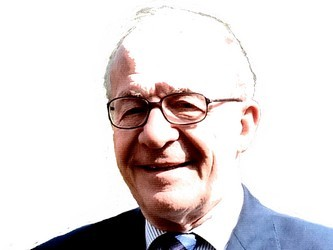
André Fanton

André Fanton (* 31. März 1928 in Gentilly, Département Val-de-Marne; † 19. Juni 2025 in Paris) war ein französischer Politiker der Union für die Neue Republik UNR (Union pour la Nouvelle République) und deren Nachfolgeorganisationen sowie zuletzt des Zusammenschlusses für die Republik RPR (Rassemblement pour la République), der zwischen 1958 und 1969 erstmals Mitglied der Nationalversammlung (Assemblée nationale) und im Kabinett Chaban-Delmas von 1969 bis 1972 Staatssekretär im Verteidigungsministerium war. Er war von 1973 bis 1978 erneut Mitglied der Nationalversammlung sowie von 1980 bis 1982 und erneut zwischen 1984 und 1989 Mitglied des Europäischen Parlaments. Darüber hinaus war er von 1986 bis 1988 sowie abermals zwischen 1993 und 1997 Mitglied der Nationalversammlung.

## Leben

### Rechtsanwalt, Mitglied der Nationalversammlung und Staatssekretär
André Fanton absolvierte ein Studium der Rechtswissenschaften, welches er mit einem Lizenziat (Licence de droit) beendete, und nahm nach seiner Zulassung bei der Anwaltskammer von Paris (Barreau de Paris) eine Tätigkeit als Rechtsanwalt auf. Nach Gründung der Fünften Republik wurde er bei der Parlamentswahl am 30. November 1958 für die Union für die Neue Republik UNR (Union pour la Nouvelle République) im neunten Wahlkreis von Paris erstmals zum Mitglied der Nationalversammlung (Assemblée nationale) gewählt und gehörte dieser nach seinen Wiederwahlen am 25. November 1962, 12. März 1967 für die Union für die Fünfte Republik UD-Ve (Union démocratique pour la V° République) und am 30. Juni 1968 für die Union der Demokraten für die Republik UDR (Union des démocrates pour la République) vom 9. Dezember 1958 bis zu seinem Mandatsverzicht am 22. Juli 1969 an, woraufhin Michel Marquet für ihn nachrückte.
Am 22. Juni 1969 wurde Fanton als Staatssekretär im Ministerium für nationale Verteidigung (Secrétaire d'État auprès du ministre d'État, chargé de la défense nationale) in das Kabinett Chaban-Delmas berufen und bekleidete dieses Amt als engster Mitarbeiter des Staatsministers und Ministers für nationale Verteidigung Michel Debré bis zum 5. Juli 1972. Bei der Wahl am 11. März 1973 wurde er als Nachfolger von Michel Marquet im neunten Wahlkreis von Paris wieder zum Mitglied der Nationalversammlung gewählt und gehörte dieser nunmehr vom 2. April 1973 bis zum 2. April 1978 an, woraufhin Alain Devaquet diesen Wahlkreis übernahm.

### Mitglied des Europäischen Parlaments und Wiederwahl in die Nationalversammlung
Nach dem Ausscheiden von Maurice Druon wurde André Fanton als dessen Nachrücker am 26. Juni 1980 erstmals Mitglied des Europäischen Parlaments und gehörte diesem bis zu seinem Ausscheiden am 19. April 1982, woraufhin André Bord seine Nachfolge antrat. Während seiner Mitgliedschaft im Europäischen Parlament war er Mitglied der Fraktion der Europäischen Demokraten für den Fortschritt sowie zwischen dem 9. Februar 1981 und dem 16. April 1982 stellvertretender Vorsitzender dieser Fraktion. Des Weiteren war er vom 13. Oktober 1980 bis zum 9. Februar 1981 erst Mitglied des Ausschusses für Energie und Forschung sowie anschließend vom 1. September 1981 bis zum 9. März 1982 Mitglied des Ausschusses für Geschäftsordnung und Petitionen.
Bei der Europawahl am 17. Juni 1984 wurde er für die 2. Wahlperiode zum Mitglied des Europäischen Parlaments gewählt und gehörte vom 24. Juli 1984 bis zum 24. Juli 1989 der Fraktion der Sammlungsbewegung der Europäischen Demokraten an. Während seiner Mitgliedschaft im Europäischen Parlament war er nunmehr unter anderem zwischen dem 26. Juli 1984 und dem 20. Januar 1987 Mitglied des Ausschusses für Landwirtschaft, Fischerei und Ernährung, vom 21. Januar 1987 bis zum 7. April 1987 Mitglied des Ausschusses für Landwirtschaft, Fischerei und ländliche Entwicklung sowie zuletzt zwischen dem 8. April 1987 und dem 24. Juli 1989 Mitglied des Ausschusses für Wirtschaft, Währung und Industriepolitik. Daneben war er vom 12. Februar 1985 bis zum 20. Januar 1987 Mitglied der Delegation für die Beziehungen zu der Volksrepublik China sowie ferner stellvertretendes Mitglied verschiedener weiterer Ausschüsse.
André Fanton wurde am 17. März 1985 außerdem Mitglied des Generalrates des Départements Calvados, dem er als Vertreter für den Kanton Lisieux-3 bis zum 28. März 2004 angehörte. Bei der Parlamentswahl am 16. März 1986 wurde er für den Zusammenschluss für die Republik RPR (Rassemblement pour la République) erneut zum Mitglied der Nationalversammlung gewählt und vertrat vom 2. April 1986 bis zum 14. Mai 1988 den Wahlkreis des Départements Calvados. Als Nachfolger von Yvette Roudy wurde er bei der Wahl am 28. März 1993 für den RPR noch einmal zum Mitglied der Nationalversammlung gewählt und vertrat nunmehr zwischen dem 2. April 1993 und dem 21. April 1997 den dritten Wahlkreis des Départements Calvados, woraufhin Yvette Roudy seine Nachfolge antrat.